# Foreningen Kollegienet Odense
Foreningen Kollegienet Odense, (FKO) udbyder internet til ca. 40 kollegier og ungdomsboliger i Odense og har dermed over 3.100 brugere. Foreningen har siden oprettelsen i 1998 været drevet af frivillige studerende, hovedsageligt fra Syddansk Universitet. Dog er der to fuldtidsansatte: en daglig leder samt en teknisk medarbejder som varetager brugersupport og administration.